# Borne de Cristal

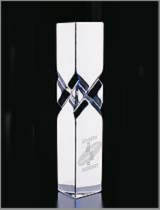
Borne de Cristal: Récompense remise aux lauréats

La borne de Cristal récompense chaque année une personne ou organisation s'étant distinguée dans la défense des intérêts de la profession de géomètre-expert au cours de l'année précédant la cérémonie.
Cette borne est remise au lauréat au cours d'une séance académique.

## Historique
À l'occasion du congrès National des Géomètres-Experts de 2002, l'Association Royale des Géomètres-Experts de Liège (ARGELg - Anciennement AGELg ) décida de créer un prix destiné à honorer une personnalité ou un organisme qui s'est particulièrement distingué dans la défense des intérêts de la profession de Géomètres-Experts.

## Les lauréats

### Borne de Cristal 2002
La première Borne de Cristal décernée à l'A.C.E.D. (Administration Cadastre, de l'Enregistrement, et des Domaines) fut remise à Monsieur Daniel de Brone, Directeur Général, Administrateur général de la Documentation patrimonial.
Pour avoir, en collaboration avec les associations professionnelles de Géomètres, mis sur pied la convention entre l'Administration du cadastre et les géomètres du secteur privé.
Cette convention constitue, pour le client, une garantie d'un travail bien fait car en signant cette convention, ces géomètres se sont engagés à réaliser leurs missions suivant des critères minimums imposés par l'administration.
Quant au géomètre conventionné, il bénéficie de nombreux avantages, comme, entre autres, l'obtention gratuite et immédiate de documents normalement vendus sur commande par l'administration (extrait de plans, croquis…). Ce qui finalement est encore un avantage pour le client.

### Bornes de Cristal 2003
La seconde séance académique de remise des Bornes de Cristal a été organisée en mars 2004 à l'Institut Royal Militaire de Bruxelles.
Lors de cette remise des Bornes de Cristal, trois lauréats ont été honorés pour les récompenser de la mise sur pied d'un réseau permanent de stations GPS de référence en Belgique.
Une borne a été décernée à la région Wallonne et fut remise à Monsieur Colignon du MET, pour la mise sur pied du Réseau WALCORS.
Une borne a été décernée à la région Flamande, pour la mise sur pied du Réseau FLEPOS.
Une borne a été décernée à l'Institut géographique national (IGN). 
À l'origine, cette troisième borne devait être remise à la directrice de l'IGN mais celle-ci demanda que la borne soit plutôt attribuée à l'un se ses employés.

### Borne de Cristal 2004
La troisième séance académique de remise des Bornes de Cristal a été organisée en 2005 à l'Université d'Anvers à l'occasion du Congrès National des Géomètres-Experts.
La borne de Cristal fut décernée à Sabine Laruelle, Ministre des Classes Moyennes et de l'Agriculture, pour la loi protégeant le titre de Géomètre-Experts, la mise en place du Conseil Fédéral et ses arrêtés d'exécution.

### Borne de Cristal 2005
La Borne de Cristal 2005 a été attribuée lors du congrès du CLGE au Dr. Otmar Schuster (Germany), président de Geometer Europas, pour la négociation de l'accord multilatéral par lequel les états membres se sont engagés à harmoniser les études des géomètres-experts en Europe.

### Borne de Cristal 2006
La Borne de Cristal 2006 a été attribuée, lors du congrès national de l'UBG, à Maître Françoise De Roy, pour 25 ans de labeur pour la cause de notre profession.

### Bornes de Cristal 2007-2009
La Borne de Cristal 2009 a été remise à Monsieur Henning Elmstroem (Danemark), pour ses trois années de présidence du CLGE (de 2007 à 2009), le 10 octobre 2010, à Bruxelles lors de l’ouverture solennelle de la Maison du Géomètre-Experts Européen et de la GéoInformation.

### Borne de Cristal 2010
La Borne de Cristal 2010 a été attribuée lors du congrès national de OBGE-BOLE qui s'est tenu à  Bruges à Jean-Marie Staquet, ingénieur-architecte auprès de la Commission européenne, pour sa collaboration active au sein du Groupe de travail franco-belge dans le cadre du projet de code de mesurage des immeubles bâtis.

### Borne de Cristal 2011
Les Bornes de Cristal 2011 ont été attribuées, le 26 septembre 2012, lors du congrès national de OBGE-BOLE qui s'est tenu à Anvers. L’une a Monsieur Michel Nuyttens, fonctionnaire des Archives de l’Etat et l’autre au notaire Me Van Pelt de la Fédération Royale du Notariat Belge, pour leur importante contribution permettant au géomètre-expert d’effectuer des recherches de manière réglementée dans les actes notariés déposés aux Archives de l’Etat.

### Borne de Cristal 2012
Les Bornes de Cristal 2012 ont été attribuées, le 7 juin 2013, lors du congrès national de OBGE-BOLE qui s'est tenu à Charleroi, à deux avocats, pour leur aide juridique (notamment à la Cour d’Arbitrage).

### Bornes de Cristal 2013
Une Borne de Cristal d'Honneur a été attribuée, le 28 mars 2014, lors de la soirée commémorant les 125 ans de l'A.R.G.E.Lg. à Monsieur Michel Foret, Gouverneur de la Province de Liège. Cette borne lui a été par Madame la ministre Sabine Laruelle.
La borne de cristal 2013 a été remise le 23 septembre 2014 lors du congrès national des géomètres-experts qui s'est tenu à Liège

### Bornes de Cristal 2014
La borne de Cristal 2014 a été attribuée, le 29 octobre 2015, lors du Colloque national de l'OBGE asbl à Mme Annemie Turtelboom, Ministre des Finances, du Budget et de l'Industrie.

### Bornes de Cristal 2015-2017
La borne de Cristal 2015-2017 a été attribuée[Quand ?][Où ?] à M. Willy Borsus, Ministre des Finances, du Budget et de l'Industrie[réf. nécessaire].

### Bornes de Cristal 2018-2023
Les bornes de Cristal 2018-2023 ont été attribuées, le 30 octobre 2023, lors du salon GeoEXpo à M. David Clarinval, Ministre des Classes moyennes,
des Indépendants, des PME, de l'Agriculture, des Réformes institutionnelles & du Renouveau démocratique ainsi qu'au SPF Économie pour la création de l'Ordre Belge des Géomètres-Experts